# 斜斑紋胸鮡
斜斑紋胸鮡，為輻鰭魚綱鯰形目鮡科的其中一種，為亞熱帶淡水魚類，分布於亞洲中國雲南省怒江流域，體長可達8.5公分，棲息在沙石底質、水質清澈且流動的溪流底層水域，生活習性不明。

## 扩展阅读
維基物種上的相關：斜斑紋胸鮡